# 더글라스 우드
더글라스 우드(Douglas Wood, 1880년 10월 31일 ~ 1966년 1월 13일)는 미국의 배우, 무대 연출가이다.
뉴욕에서 태어났으며 우들랜드힐스에서 사망하였다.

## 영화
- 칼릴 지브란의 예언자 (2014년)
- 안녕, 릴리안 (2011년)